# 9770 Discovery
9770 Discovery è un asteroide della fascia principale. Scoperto nel 1993, presenta un'orbita caratterizzata da un semiasse maggiore pari a 2,2828008 UA e da un'eccentricità di 0,1467698, inclinata di 3,95018° rispetto all'eclittica.
Il nome Discovery è quello dell'astronave nel romanzo 2001: Odissea nello spazio di Arthur C. Clarke, da cui è stato tratto l'omonimo film di Stanley Kubrick. È anche il nome del terzo shuttle della Nasa.